# Saint-Médard-de-Guizières
 Saint-Médard-de-Guizières  là một xã thuộc tỉnh Gironde trong vùng Aquitaine tây nam nước Pháp. Xã này nằm ở khu vực có độ cao trung bình 16 mét trên mực nước biển.